# Жуку (Румунія)
Жуку (рум. Jucu) — комуна у повіті Клуж в Румунії. До складу комуни входять такі села (дані про населення за 2002 рік):
- Віша (565 осіб)
- Геделін (691 особа)
- Жук-Хергеліє (479 осіб)
- Жуку-де-Міжлок (763 особи)
- Жуку-де-Сус (1588 осіб) — адміністративний центр комуни

Комуна розташована на відстані 322 км на північний захід від Бухареста, 17 км на північний схід від Клуж-Напоки.

## Населення
За даними перепису населення 2002 року у комуні проживали 4086 осіб.
Національний склад населення комуни:
| Національність | Кількість осіб | Відсоток |
| -------------- | -------------- | -------- |
| румуни         | 3524           | 86,2%    |
| угорці         | 516            | 12,6%    |
| цигани         | 43             | 1,1%     |
| німці          | 1              | < 0,1%   |

Рідною мовою назвали:
| Мова      | Кількість осіб | Відсоток |
| --------- | -------------- | -------- |
| румунська | 3597           | 88,0%    |
| угорська  | 487            | 11,9%    |

Склад населення комуни за віросповіданням:
| Релігія            | Кількість осіб | Відсоток |
| ------------------ | -------------- | -------- |
| православні        | 3206           | 78,5%    |
| реформати          | 460            | 11,3%    |
| п'ятдесятники      | 137            | 3,4%     |
| греко-католики     | 35             | 0,9%     |
| баптисти           | 24             | 0,6%     |
| адвентисти         | 15             | 0,4%     |
| римо-католики      | 11             | 0,3%     |
| бретрени           | 2              | < 0,1%   |
| атеїсти            | 2              | < 0,1%   |
| унітарії           | 1              | < 0,1%   |
| старообрядці       | 1              | < 0,1%   |
| не релігійні       | 1              | < 0,1%   |
| не вказали релігію | 2              | < 0,1%   |

## Зовнішні посилання
- Дані про комуну Жуку на сайті Ghidul Primăriilor [Архівовано 5 грудня 2011 у Wayback Machine.]